# La Clouse
La Clouse (en néerlandais : Op de Kluis, en allemand Klause) est un hameau belge de la commune d'Aubel, situé en Région wallonne dans la province de Liège.

## Situation
La Clouse se situe sur le versant nord-est de la Berwinne qui prend sa source à environ 1,5 km plus au sud. Le hameau occupe le prolongement est de la commune d'Aubel coincé entre les communes de Plombières et Thimister-Clermont. Le cimetière militaire dit de Henri-Chapelle se trouve sur la crête à quelque 300 m à vol d'oiseau du centre du hameau (école).
D'autres petits hameaux ruraux entourent La Clouse : Roebroek, Cosenberg, Raer et Ten Elsen à l'ouest et Birven (qui donne son nom à la Berwinne) à l'est.

## Histoire et étymologie
Le nom de La Clouse viendrait du néerlandais Kluis signifiant Ermitage. En 1644, un ermite nommé Pierre-Michel bâtit un modeste oratoire appelé Op de Kluis par les habitants du lieu.
Pendant la Seconde Guerre mondiale, La Clouse fut annexée par l'Allemagne nazie.

## Patrimoine
Cet oratoire initial a fait place à une petite église érigée en 1789 regroupant dans un même plan la maison pastorale et l'église proprement dite qui est surmontée d'un clocheton hexagonal. Les façades sont recouvertes de zinc ou d'ardoises. Les orgues de l'église sont reprises sur la liste du patrimoine immobilier classé d'Aubel depuis 1974.

## Activités
La Clouse possède une école communale.
À Roebroek, se trouve un restaurant de grillades.